# Iglesia de Nuestra Señora de la Anunciación (Huécija)

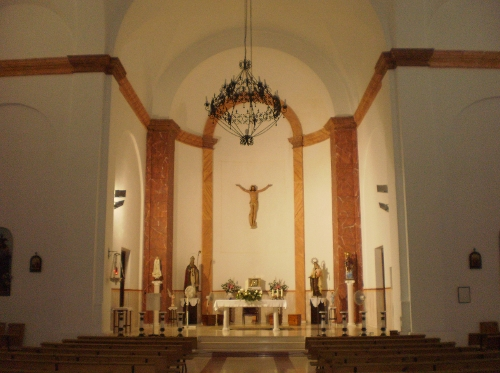
Interior de la Iglesia de la Anunciación.

La Iglesia de Nuestra Señora de la Anunciación es la iglesia parroquial de la localidad de Huécija (Almería-España). El edificio es de estilo mudéjar que data del siglo XVIII.

## Características Arquitectónicas
Se caracteriza por tener una planta de cruz latina y fábrica mixta de ladrillo y cajones de mampostería. Aunque en la actualidad carece de una torre, se ha constatado que a mediados del siglo XVIII contaba con ella. La nave se cubre con una sencilla armadura de limabordón mientras que la cabecera muestra distintas soluciones abovedadas. A los pies se localiza una sencilla portada adintelada de cantería y factura clasicista y sobre ella un escudo mutilado de los Duques de Maqueda. También cuenta en el lateral derecho y a media altura otra puerta de entrada, adintelada igual que la principal, pero de un tamaño mucho menor.

## Historia
La primitiva iglesia de Huécija, cabecera de la antigua Taha de Marchena, fue construida en la segunda mitad del siglo XVI y estaba dedicada a la Santísima Trinidad, pero sufrió el saqueo por los moriscos en la Revolución de 1566. A finales de 1578, el visitador Alonso López de Carvajal recoge que la yglesia está quemada y dizen misa devajo de un colgadizo. Se sabe que a mitad del siglo XVIII tenía una nave con sacristía y torre, actualmente desaparecidos en su totalidad. También tenía necesidad de solería, reparar los tejados y se había quedado pequeña para acoger a todos los fieles, por lo que el maestro mayor Juan José Fernández Bravo propuso la construcción de una tribuna sobre la puerta principal tras descartar la posibilidad de una ampliación por falta de espacio. Finalmente, el aumento de la población determinó la ampliación de la iglesia, que consistió en una nueva cabecera con crucero, quedando prácticamente como la conocemos en la actualidad. Aunque tras la Guerra Civil sufrió muchos daños y quedó casi destruido su interior, fue restaurada y reabierta al culto en 1991, siendo utilizada actualmente como parroquia de la localidad.

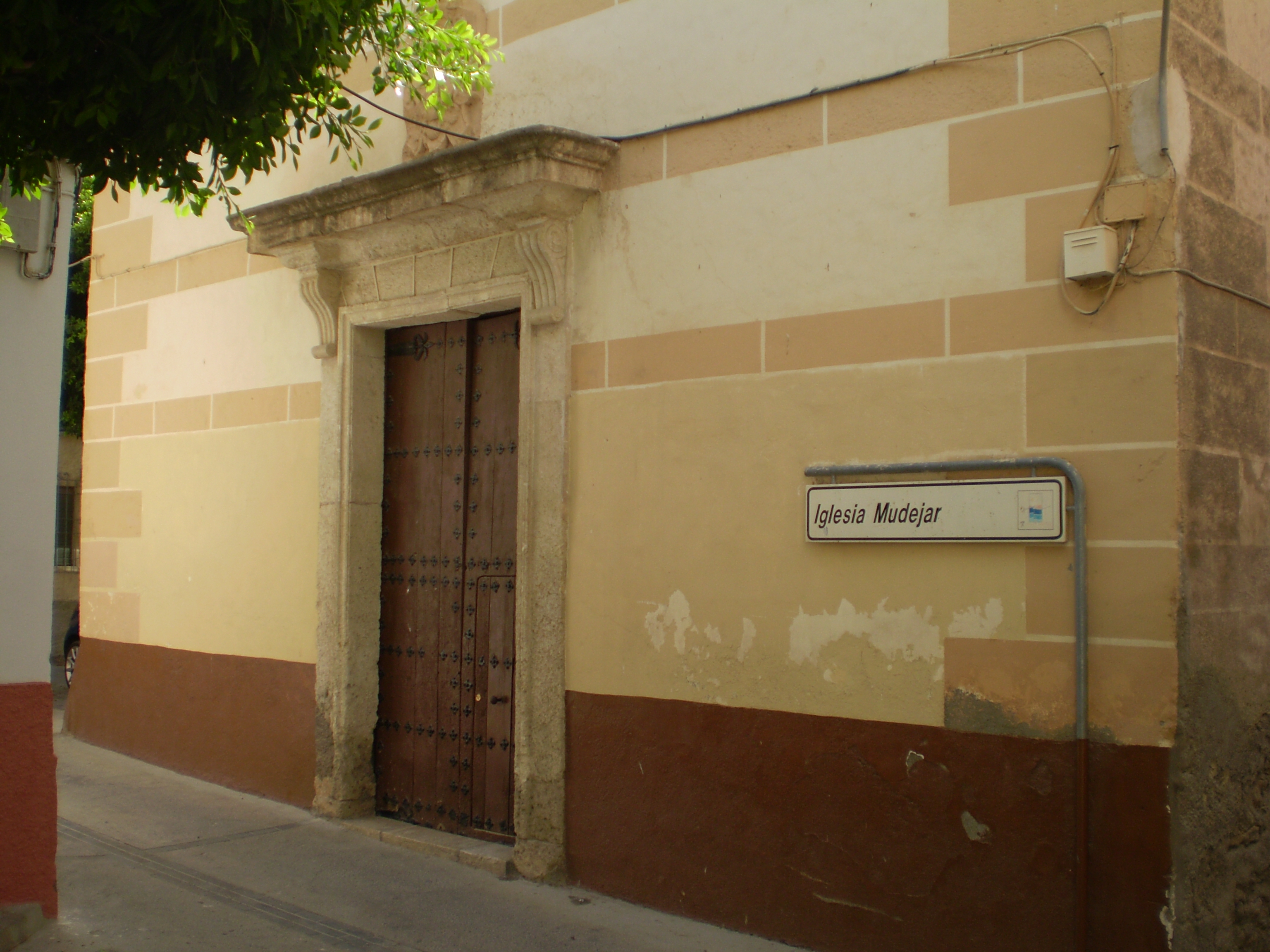
Fachada principal de la Iglesia de la Anunciación.